# Craig Dixon
Craig Kline Dixon, född 3 mars 1926 i Los Angeles, död 25 februari 2021 var en före detta amerikansk friidrottare.
Dixon blev olympisk bronsmedaljör på 110 meter häck vid sommarspelen 1948 i London.